# 哈基姆布爾烏帕齊拉
哈基姆布爾乌帕齐拉是孟加拉国迪納傑布爾縣的一个乌帕齐拉，位於朗布爾专区的迪納傑布爾縣。。

## 人口
據1991年孟加拉國人口普查，哈基姆布爾共有戶數13,769戶，人口66,875人。其中男性佔比51.22%，女性佔比48.78%；成年人口35,649人。該地7歲以上人口之平均識字率為54.7%。